# Trio Los Angeles
Trio Los Angeles é um conjunto musical brasileiro, formado em São Paulo e um dos principais representantes da música brega com variações do pop e de música dançante.

## Carreira
O Trio Los Angeles surgiu em 1982, quando o então manequim Márcio Mendes juntou-se a duas modelos de sua equipe, sua irmã Ana Maria e Cléo Ferreira, e formou o trio, à convite da gravadora RCA, junto com a coreógrafa e amiga Lourdes Rosa. No mesmo ano, começou a ganhar fama através do hit "Vamos Dançar Mambolê". O compacto vendeu mais de 1,5 milhão de cópias e rendeu ao grupo um Disco de Ouro e outro de Platina.
As principais características do trio eram as músicas caribenhas e o uso de elementos sensuais e oitentistas, como maiôs asas-delta, bustiês coloridos e danças sexy.
Em 1984, alcançaram o sucesso no Brasil com a música "Transas e Caretas", tema de abertura da novela homônima da Rede Globo. Logo, o Trio Los Angeles se consolidou em uma atração principal dos programas dominicais. Porém, o trio quase encerrou suas atividades quando uma de suas integrantes, Cléo Ferreira, engravidou, em 1992.
Márcio retornou ao mundo da moda e abriu um confecção de roupas e um curso de manequim. Mas seu sonho nunca deixou de existir. Logo após, contratou Regina, com quem gravou alguns CDs. Regina foi substituída por Ângela ainda no ano de 1992, e após isso, várias outras integrantes foram sendo incorporadas, sempre mantendo sua irmã, Ana Mendes. Parou novamente por mais um tempo, pois Ana estava com problemas de saúde. Em 2000, foi a vez de Ana deixar a banda.
Retornou anos mais tarde, com uma nova formação: as morenas foram substituídas pelas loiras Madalena Ravesca e Adriana Alonso. Márcio ainda apresenta um programa voltado ao público da terceira idade no canal NGT (canal 48 UHF de São Paulo), denominado "O Melhor da Vida com Márcio Mendes", e segue em carreira solo.

## Discografia[9]
- 1982 - Vamos Dançar Mambolê (RCA)
- 1982 - Tempero e Alegria (RCA)
- 1983 - Vira, Vira o Meu Veneno (RCA)
- 1984 - Tempero Latino (RCA)
- 1990 - Mata Papai (Continental)
- 1992 - Trio Los Angeles
- 1994 - Disco Voador (BMG)
- 1998 - Da Cor do Pecado
- 2000 - Trio Los Angeles
- 2006 - É Pra Dançar (Zaid Records)
- 2014 - Baladeiro
- 2016 - Na Batida do Meu Zouk
- 2017 - Balada Prime